# Powhatan (Virginie)
Pour les articles homonymes, voir Powhatan.
Powhatan est une zone non incorporée située en Virginie, aux États-Unis. C’est le siège du comté de Powhatan.

## Source
- (en) Cet article est partiellement ou en totalité issu de l’article de Wikipédia en anglais intitulé « Powhatan, Virginia » (voir la liste des auteurs).